# 瓦西哈哈山
12°45′07″S 75°23′36″W / 12.75194°S 75.39333°W
瓦西哈哈山（Wasi Qaqa），是秘魯的山峰，位於該國中部萬卡韋利卡大區，由萬卡韋利卡省的阿科班比亞區負責管轄，屬於安地斯山脈的一部分，海拔高度4,800米。